# Districtul Lisburn
Lisburn (irlandeză Lios na gCearrbhach) este un oraș în Irlanda de Nord. Din punct de vedere administrativ, Lisburn este un district al Irlandei de Nord. 